# Paul Westheim

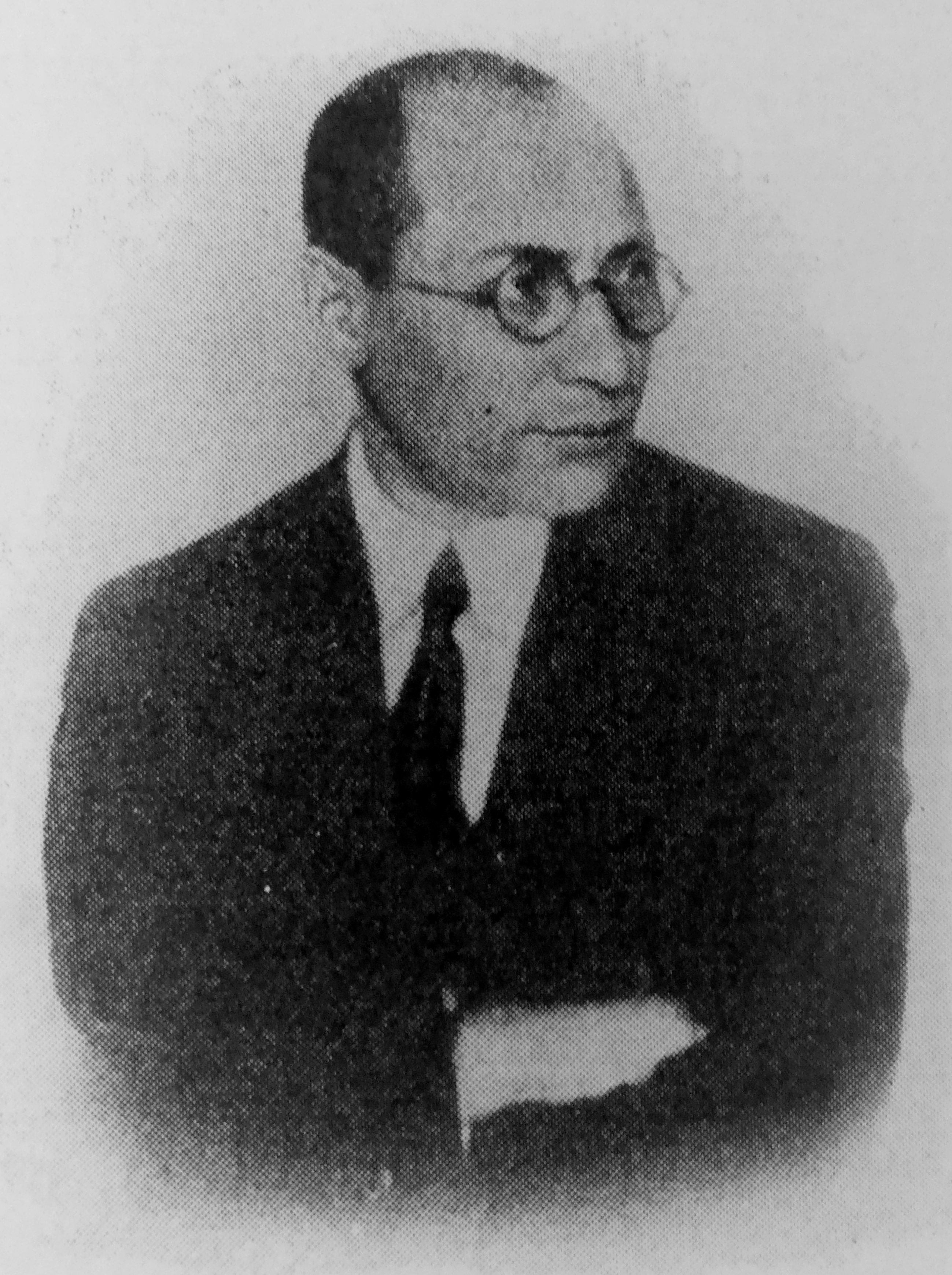
Paul Westheim (1930)

Paul Westheim (* 7. August 1886 in Eschwege; † 21. Dezember 1963 in Berlin) war ein deutscher Kunstkritiker, Kunstsammler, Journalist, Schriftsteller und Herausgeber. Paul Westheim war mit der Übersetzerin und Dichterin Mariana Frenk-Westheim verheiratet.

## Studium und kulturhistorische Arbeit
Paul Westheim wurde in eine jüdisch-orthodoxe Familie geboren. Er brach eine auf Wunsch seines Vaters begonnene Kaufmannslehre ab und studierte Kunstgeschichte an der TH Darmstadt und der Universität Berlin. Während seiner Studienzeit war er Schüler von Heinrich Wölfflin und Wilhelm Worringer. Von 1917 bis 1933 gab er die Kunstzeitschrift Das Kunstblatt heraus, in dem er Beiträge über die Expressionisten Wilhelm Lehmbruck, Oskar Kokoschka, Otto Dix und Pablo Picasso veröffentlichte. Er gab darüber hinaus die Mappenwerke für Grafik Die Schaffenden, den Almanach Europa und die Buchserie Orbis pictus heraus. Paul Westheim verfasste zahlreiche grundlegende Monographien über die moderne Kunst des 20. Jahrhunderts und sammelte selbst bedeutende Werke von George Grosz, Oskar Kokoschka, Ernst Ludwig Kirchner, Erich Heckel u. v. a. 1920 erschien seine Monographie über Oskar Kokoschka und 1931 Helden und Abenteurer. Paul Westheim nutzte schon frühzeitig die modernen Kommunikationswege und wurde durch seine kunstkritischen Rundfunkbeiträge zu einem der führenden Kunstkritiker in Deutschland. Er förderte junge Künstler durch Ausstellungen in seiner Berliner Galerie, wie u. a. Karl Leyhausen.

## Flucht und Exil
Auf Grund der politischen Veränderungen nach 1933 emigrierte Westheim zunächst nach Frankreich. Nach der Machtübernahme wurden seine Bücher verboten. Er musste seine Kunstsammlung zurücklassen, die er bei der befreundeten Charlotte Weidler versteckte. Er arbeitete für deutschsprachige Zeitungen und gab das Mitteilungsblatt des Freien Deutschen Künstlerbundes Freie Kunst und Literatur heraus. 1935 wurde Westheim die deutsche Staatsbürgerschaft aberkannt. Mit dem Beginn des Zweiten Weltkriegs wurde er jedoch sofort wegen seiner deutschen Herkunft inhaftiert. Er wurde in fünf verschiedenen französischen Internierungslagern festgehalten. Er selbst nannte ironisierend seine Gefangenschaft „seine Tour de France“. 1938 hielt er seine Eindrücke von der in der Großen Deutschen Kunstausstellung in München gezeigten „Hitlerkunst“ unter der Überschrift Verlogener Realismus in der in Moskau erscheinenden, deutschsprachigen Exilzeitschrift Das Wort fest. Durch einen glücklichen Zufall gelang ihm 1941 die Flucht aus einem Internierungslager, das Emergency Rescue Committee verhalf ihm zur Flucht aus Frankreich. 1941 erhielt der nunmehr fast erblindete Paul Westheim in Marseille ein Einreisevisum für Mexiko. Er floh über Spanien und Portugal nach Mexiko.
1942 lernte Paul Westheim im Heinrich-Heine-Klub in Mexiko-Stadt die verwitwete Hispanistin Mariana Frenk kennen. 1959 heirateten beide. Nach dem Zweiten Weltkrieg verwehrten beide deutschen Staaten dem als linksliberal eingestuften Paul Westheim die Remigration. Charlotte Weidler brach 1945 den Kontakt zu ihm ab und verkaufte seine Sammlung. 1954 erhielt der bis dahin staatenlose Paul Westheim die mexikanische Staatsbürgerschaft. Paul Westheim verstarb während eines Besuchs 1963 in Berlin, der Stadt, in der er nach eigenen Aussagen am liebsten gelebt hätte.

## Kunsthistorisches Werk
Westheim trat besonders für die Anerkennung des deutschen Expressionismus ein.  Zu den bekanntesten Werken Paul Westheims gehören die Monographien über den deutschen expressionistischen Bildhauer Wilhelm Lehmbruck und den österreichischen expressionistischen Maler Oskar Kokoschka. Er veröffentlichte darüber hinaus Arbeiten über indische Architektur und altmexikanische Kunst. Große Anerkennung erfährt das Lebenswerk Paul Westheims insbesondere in Mexiko. Sein Buch „Die Kunst Alt-Mexikos“, erstmals 1950 in Mexico erschienen, beeindruckte und beeinflusste unter anderen den Nobelpreisträger Octavio Paz.

## Schriftsteller
Sein einziger Roman Heil Kadlatz wurde erstmals in Fortsetzungen in der deutschsprachigen Pariser Zeitung im Pariser Exil veröffentlicht. Der umgedrehte Schelmenroman schildert in Anlehnung an Heinrich Mann den unaufhaltsamen Aufstieg des sozialdemokratischen Pförtners Gustav Kadlatz, der sich vom wilhelminischen Kriegsunterstützer zum Spartakisten und späteren Mitläufer der Nazis entwickelt. Er zeigt die Goldenen Zwanziger eines cleveren Kleinbürgers. Die Karriere des Kadlatz führt über Zuhälterei, Wirtschaftskriminalität, Gefängnisaufenthalt in die NS-Trupps, bis seine jüdische Abstammung aufgedeckt wird und er erschossen wird. Das Cover der Taschenbuchausgabe von 1979 schuf Klaus Staeck.

## Zitate
„Das Wunderbare an der Politik, die Leute zahlen für das, was sie sich einreden.“

„Mein Gott, man weiß so vieles nicht, und man lebt doch.“

## Schriften (Auswahl)
- Die Welt als Vorstellung: Ein Weg zur Kunstanschauung. Kiepenheuer, Potsdam 1919.
- Indische Baukunst. Orbis Pictus Band 1. Berlin o. J.[1920].
- Das Holzschnittbuch. Kiepenheuer, Potsdam 1921; Nachdrucke: Rogner und Bernhard 1977; Mann Verlag, Berlin 2000, ISBN 3-7861-2324-1.
- Für und wider: Kritische Anmerkungen zur Kunst der Gegenwart. Kiepenheuer, Potsdam 1923
- Berlins Entwicklung zur Kunststadt. In: 75 Jahre Berliner Börsen Zeitung, Verlag Berliner Börsen-Zeitung Druckerei und Verlag GmbH, Berlin, 1930, Teil II, S. 102–108
- Helden und Abenteurer: Welt und Leben der Künstler. Verlag Reckendorf, Berlin 1930/1931.
- Rassenschande: Novelle. Éditions du Phénix, Paris 1935.
- Innere Angelegenheit. In: Warum schweigt die Welt? Herausgegeben von Berthold Jacob, mit Beiträgen von Carl von Ossietzky, Georg Bernhard, W. Franck, Jack Iwo, Alfred Kantorowicz, Rudolf Leonhard und Paul Westheim. Éditions du Phénix, Paris 1936.
- Arte Antiguo de México. Übersetzt von Mariana Frenk. Fondo de Cultura Económica, Mexiko 1950 und weitere Ausgaben.
- La calavera.  Übersetzung Mariana Frenk, Antigua Librería Robredo, Mexiko 1953.
- La cerámica del México Antiguo – Fenómeno artístico. Universidad Nacional Autónoma de México, 1962.
  - englische Ausgabe: The art of ancient Mexico. Übersetzt von Ursula Bernard. Doubleday & Company, New York 1965.
  - erweiterte deutsche Ausgabe: Die Kunst Alt-Mexikos. M. DuMont Schauberg, Köln 1966.
- Karton mit Säulen. Antifaschistische Kunstkritik. Kiepenheuer, Leipzig 1985.
- Kunstkritik aus dem Exil. Müller & Kiepenheuer, Hanau 1985, ISBN 3-7833-6507-4.
- Heil Kadlatz. Der Lebensweg eines alten Kämpfers. Roman. Rogner und Bernhard, München 1977, ISBN 3-8077-0083-8.
- Der Tod in Mexiko = la Calavera. Müller & Kiepenheuer, Hanau 1987, ISBN 3-7833-6400-0.